# Disuguaglianze post-apartheid in Sudafrica
L'elezione democratica del presidente Nelson Mandela nel 1994 segnò la fine dell'apartheid in Sudafrica un diffuso sistema di segregazione razziale che rafforzava la quasi totale separazione delle differenti etnie in Sudafrica. Durante l'apartheid, i sudafricani venivano classificati in quattro differenti etnie: bianca, nera, di etnia mista e indiana/asiatica, con circa l'80% della popolazione sudafricana classificata come nera, il 9% come bianca, il 9% come di etnia mista, e il 2% come indiana/asiatica; La popolazione bianca deteneva quasi tutto il potere politico in Sudafrica, mentre altre etnie erano quasi completamente emarginate. La fine dell'apartheid consentì alla nazione di mantenere la piena uguaglianza legale di tutti i sudafricani, indipendentemente dalla etnia di appartenenza.
Il Sudafrica di oggi ha da correggere le disuguaglianze sociali nate da decenni di apartheid. Malgrado un crescente prodotto interno lordo, gli indici di povertà, disoccupazione, disuguaglianza economica, speranza di vita, possedimenti fondiari sono calati a causa dell'aumento di popolazione conseguente alla fine del sistema dell'apartheid in Sudafrica lasciando il Paese socio-economicamente stratificato su base razziale. Le successive politiche di governo hanno cercato di correggere l'ineguaglianza con varie percentuali di successo.

## Disuguaglianza economica in Sudafrica
Molte delle ineguaglianze create e mantenute dall'apartheid, permangono ancora in Sudafrica. La disuguaglianza economica è peggiorata dalla fine dell'apartheid, è venuta ad essere meno associata alla etnia, e tra il 1991 e il 1996, la classe media bianca crebbe del 15% mentre la classe media nera crebbe del 78%.

### Disuguaglianza economica
Il paese ha uno dei più iniqui andamenti di distribuzione del reddito: circa il 60% della popolazione guadagna meno di 42.000R all'anno (circa 7.000$ americani), mentre il 2,2% della popolazione ha un reddito che supera i 360.000R all'anno (circa 50.000$). La povertà in Sudafrica è ancora largamente vissuta dalla popolazione nera. Nonostante molte politiche del Congresso Nazionale Africano puntassero a restringere il divario tra ricchi e poveri, ancora nel 2007 i neri sono sovra-rappresentati nelle fasce di popolazione più povere, costituendo il 90% di esse, pur essendo solo il 79,5% della popolazione totale.
Il 47% della popolazione sudafricana è considerata impoverita dal fatto di essere sotto la soglia di povertà nazionale di 43$ al mese e il numero di persone che vivono con meno di 1$ al giorno, è raddoppiato da 2 milioni nel 1994 a 4 milioni nel 2006. Il permanere della segregazione spaziale del periodo dell'apartheid degli africani neri in aree rurali povere è correlato a livelli più alti di povertà tra di essi.

### Proprietà terriera
Nel 2006, il 70% del territorio sudafricano era posseduto da bianchi, nonostante le promesse del Congresso Nazionale Africano di distribuire significative quantità di terra a sudafricani neri.

## Cause della disuguaglianza successiva all'apartheid

### Disoccupazione
Il Sudafrica ha tassi di disoccupazione estremamente alti. Il tasso complessivo di disoccupazione era del 26% nel 2004, con la disoccupazione concentrata principalmente tra neri non qualificati, che costituiscono il 90% dei disoccupati. Il governo del Congresso Nazionale Africano ha promesso di ridurre la disoccupazione complessiva del 14% entro il 2014, ma a maggio 2009 non ci sono stati significativi cali nella disoccupazione. La maggior parte dell'alto tasso di disoccupazione è dovuto al declino dell'industria manifatturiera. Il tasso di disoccupazione per i sudafricani neri è aumentato dal 23% nel 1991 al 48% nel 2002. La disoccupazione continua a crescere, nonostante una robusta crescita economica, suggerendo fattori strutturali che potrebbero limitare il mercato del lavoro.

### Economia
Il consigliere e successore del presidente Mandela Thabo Mbeki propende per la privatizzazione, i tagli di spesa del governo, l'incremento del libero scambio e restrizioni meno rigide sul capitale. Il Sudafrica moderno fa affidamento sulla ricchezza e sugli investitori stranieri per alimentare la sua economia, spronando le politiche che favoriscono questi gruppi. Il primo Congresso nazionale Africano concepì un Sudafrica socialista, ma questo era impopolare tra gli imprenditori, politici stranieri, e i mezzi di informazione. Per esempio, Mandela sostenne fortemente la nazionalizzazione del settore bancario, dell'attività mineraria e dei monopoli, ma fu costretto a cambiare questo obiettivo a causa delle pressioni da parte degli investitori esteri e delle entità economiche internazionali come la Banca Mondiale, la quale incoraggiò invece il governo sudafricano a promuovere la crescita del settore privato per creare lavori che avrebbero alleviato la povertà.
Il rapporto sulla crescita, l'occupazione e la redistribuzione (GEAR), preparato dal Ministero delle Finanze, la Banca dello Sviluppo dell'Africa del Sud, la Banca della Riserva del Sudafrica e rappresentanti della Banca Mondiale, collegarono ulteriormente i tassi di crescita economica e gli obiettivi sociali. Per creare un clima d'affari competitivo per gli investitori esteri, il GEAR affermò che il Sudafrica dovesse attivare delle politiche neoliberali. Il GEAR raccomandava politiche che promuovessero una crescita industriale globalizzata e invocavano misure quali la moderazione del salario per incoraggiare la crescita economica. Le unioni sudafricane criticavano pesantemente il GEAR, affermando che esso rinforzasse le condizioni economiche dell'apartheid.

## Soluzioni e politiche

### Riforma agraria
Nel 1994, il neoeletto Congresso Nazionale Africano cominciò a sviluppare un programma di riforma agraria. Ciò include tre fondamentali strumenti di riforma: redistribuzione, risarcimento e riforma del regime della proprietà terriera. La redistribuzione punta a trasferire aziende agricole di proprietà di bianchi ad africani neri. La restituzione implica di dare un compenso per una perdita di terra ai bianchi a causa dell'apartheid, del razzismo e della discriminazione. La riforma agraria si batte per fornire un accesso più sicuro alla terra. Numerose leggi sono state promulgate per facilitare la restituzione, la redistribuzione e la riforma agraria. Le disposizioni della legge sulla concessione di insediamento di determinati terreni del 1996 determina la terra a scopo di insediamento e assicura assistenza finanziaria a coloro che acquisiscono il terreno. La legge sui diritti di restituzione del terreno del 1994, guidò l'attuazione della restituzione e le diede una base legale. La legge sull'estensione della sicurezza della proprietà del 1996 aiuta le popolazioni rurali ad ottenere diritti più forti per il loro terreno e regola i rapporti tra i proprietari dei terreni rurali e coloro che ci vivono. Finora queste misure di riforma agraria hanno avuto un'efficacia parziale. Fino al 1998, più di 250.000 sudafricani neri ricevettero un terreno come risultato del Programma di redistribuzione della terra. Pochissime richieste di risarcimento sono state accolte. Nei cinque anni dopo che i programmi di riforma agraria erano stati istituiti, solo l'1% dei terreni ha cambiato proprietario, nonostante l'obiettivo del 30% del Congresso Nazionale Africano.

### Il programma di Ricostruzione e Sviluppo
Il Programma di Ricostruzione e Sviluppo (in inglese Reconstruction and Development Programme o RDP) era un programma socioeconomico con l'intento di affrontare le iniquità razziali creando opportunità di lavoro e di affari per la gente di colore. Tuttavia, il Programma è stato una politica di breve durata, dovuto soprattutto alle proteste degli investitori e dei portatori di interesse che non avevano alcuna possibilità di far sentire le loro proposte nella formazione del Programma. Le critiche rivolte al programma stigmatizzano il fatto che veniva enfatizzato la stabilità macroeconomica piuttosto che la stabilità sociale.
La legge del 2003 per il rinforzo su larga scala dell'economia della gente nera _Black_Economic_Empowerment aveva l'intento di offrire nuove opportunità economiche per le comunità svantaggiate. I suoi obiettivi includono il raggiungimento del diritto costituzionale di uguaglianza, aumentare la partecipazione su larga scala dei neri all'economia, proteggere il mercato economico comune, e assicurare pari dignità negli accessi ai servizi erogati dal governo. Molti esperti ritengono l'Atto in grado di far avanzare la crescita economica, di promuovere nuove imprese e di favorire opportunità di lavoro sostenibile per le persone precedentemente private del diritto di voto. Il monitoraggio dei guadagni correlati e la messa in atto sono ostacoli persistenti per il successo della legge. Degno di nota è anche il fatto che la legge è rivolta a beneficiari provenienti esclusivamente dai gruppi svantaggiati di buona condizione economica. Quando ciò accade, la disuguaglianza fra bianche e neri migliora, ma la disuguaglianza fra ricchi e poveri peggiora.